# Данський інститут кінематографії
Данський інститут кінематографії (дан. Det Danske Filminstitut; DFI) — національне агентство з питань кіномистецтва та кінокультури Данії. Є частиною Міністерства культури Данії та діє згідно з Актом про кіно від 1997 року. З'явився в результаті злиття у 1997 році трьох організацій: Данського кіноінституту (ігрові  проекти), Національної кіноради Данії (документальне і короткометражне кіно) та Данського кіномузею (кіноархів).

## Основні форми діяльності
- Виділення субсидій як на розробку, виробництво та дистриб'юцію данських фільмів, так і на участь у міжнародній копродукції й підтримці дебютних робіт;
- Зміст національних архівів;
- Програми з кіноосвіти;
- Розробка стратегії просування та ведення статистики;
- Міжнародне просування данського кіно;
- Зали для проведення показів, фільмотека;

Данський інститут кінематографії представляє фільми на кінофестивалях за кордоном і в Данії та субсидує імпорт зарубіжних фільмів для показу в країні. Інститут підтримує Данську національну фільмографію (дан. Danmarks Nationalfilmografi) — мережеву базу даних про кінострічки, створені в Данії від 1896 року донині.

## Штаб-квартира
Штаб-квартира Данського інституту кінематографії знаходиться в Копенгагені. В будівлі розміщуються офіс, місце для  зустрічей, кінотеатр з трьома залами, відеотека,  ресторан, кафе, книжковий  магазин, юнацька кінолабораторія, FILM-X.